# Route nationale 90
Die Route nationale 90, kurz N 90 oder RN 90, war eine französische Nationalstraße.

## Geschichte
Die Straße wurde 1824 zwischen Grenoble und der Grenze bei Chapareillan festgelegt. Sie geht auf die Route impériale 109 zurück. Ihre Länge betrug 41 Kilometer. 1860 wurde sie mit der Integration von Savoyen nach Frankreich zur italienischen Grenze am Kleinen Sankt Bernhard verlängert. Ihre Gesamtlänge betrug nun 153 Kilometer. Seit 1928 setzt sich dort die Strada Statale 26 nach Chivasso fort. 2006 wurde sie bis auf den Abschnitt zwischen dem Ende der A430 und Bourg-Saint-Maurice abgestuft. Auf einem Großteil dieser Strecke verläuft sie auf einer Schnellstraße, während die ursprüngliche Trasse durch die Orte verlief.

## Seitenäste

### N 90d
Die Route nationale 90D, kurz N 90D oder RN 90D, war ein 19 Kilometer langer Seitenast der N 90, der 1975 ab Meylan zur Nationalstraße 531 in Grenoble unter südlicher Umgehung des alten Stadtzentrums in Betrieb genommen wurde. Sie wurde 1978 auf die Nationalstraßen 90 und 532 aufgeteilt.

### N 1090
Die Route nationale 1090, kurz N 1090 oder RN 1090, war von 1989 bis 2006 die Bezeichnung für die alte Trasse der N 90 zwischen Aigueblanche und Moûtiers, als diese auf eine Schnellstraße verlegt wurde. Sie wird heute als Departementsstraße 990 bezeichnet.